# La pioggia prima di cadere
La pioggia prima di cadere è un singolo della cantautrice italiana Federica Abbate, pubblicato il 14 aprile 2023 come secondo estratto dal primo album in studio Canzoni per gli altri.

## Descrizione
Il brano ha visto la partecipazione vocale di Mr. Rain ed in merito alla collaborazione Abbate ha dichiarato:

In merito al brano la cantautrice ha dichiarato:

## Tracce
Testi e musiche di Federica Abbate, Mattia Balardi, Alfredo Rapetti e Mattia Cerri.
1. La pioggia prima di cadere (feat. Mr. Rain) – 3:25